# 臭化ダクロニウム
臭化ダクロニウム（しゅうかダクロニウム、英：Dacuronium bromide（INN、BAN））（開発コードネームNB-68）は、販売されなかったアミノステロイド系神経筋遮断薬である。ニコチン性アセチルコリン受容体（nAChR）の競合的アンタゴニストとして作用する。